# Balidat Ameur
Balidat Ameur (em árabe: ﺑﻠﻴﺪة ﻋﺎﻣﺮ) (às vezes escrito Blidet Amor) é uma comuna localizada na província de Ouargla, Argélia. De acordo com o censo de 2008, a população total da cidade era de 14 540 habitantes.